# Новая Деревня (исторический район, Пушкин)
Но́вая Дере́вня — исторический район в городе Пушкине (Пушкинский район Санкт-Петербурга).
Новая Деревня располагается на выезде из Пушкина в сторону Колпина. Включает территорию между Колпинским шоссе и Кабельной улицей, а также садоводство «Коллективный сад № 2 ВИР» на южной стороне Колпинского шоссе.
Деревня появилась в XIX веке. На карте 1860 года она была обозначена как деревня Но́вая; в ней тогда было 20 домов. Рядом с ней, перед домом 10, корпус 1, по Колпинскому шоссе, тогда располагалась пистонная фабрика. Затем она стала писаться как Новая Деревня. В 1997 году была включена в состав города. Ныне является частью Пушкина.
Центральной улицей Новой Деревни является Колпинское шоссе. С основной частью Пушкина связана Новодеревенской улицей.